# NGC 3780
NGC 3780 ist eine Spiralgalaxie mit aktivem Galaxienkern vom Hubble-Typ Sc im Sternbild Großer Bär am Nordsternhimmel. Sie ist schätzungsweise 111 Millionen Lichtjahre von der Milchstraße entfernt und hat einen Durchmesser von etwa 95.000 Lichtjahren.

Im selben Himmelsareal befindet sich u. a. die Galaxie NGC 3794.
Das Objekt wurde am 14. April 1789 vom deutsch-britischen Astronomen Wilhelm Herschel entdeckt.
Die Supernovae SN 1978H (Typ-II) und SN 1992bt (Typ-IIP) wurden beobachtet.
Am 5. Februar 2024 wurde in NGC 3780 die Supernova SN 2024btj entdeckt.

## NGC 3780-Gruppe (LGG 247)
| Galaxie   | Alternativname | Entfernung/Mio. Lj |
| --------- | -------------- | ------------------ |
| NGC 3780  | PGC 36138      | 111                |
| NGC 3888  | PGC 36789      | 111                |
| PGC 36836 | UGC 6774       | 110                |
| PGC 36000 | UGC 6596       | 105                |